# Казим Решти
Сейид Казим Решти (араб. سيد كاظم بن قاسم الحسيني الرﺷتي‎) — исламский богослов и мистик, иранец, преемник Шейха Ахмада Ахсаи и лидер шейхитского движения с 1827 года вплоть до момента своей смерти. Основатель школы. Согласно источникам бахаи, перед смертью он недвусмысленно указал на Али Мухаммада Ширази как Махди. Согласно другому источнику, не назвал своего преемника, но огласил некоторые признаки, по которым ученики должны опознать грядущего посредника между имамом Махди и людьми, и приказал своим последователям отправиться на его поиски.